# Bernt Balchen
Bernt Balchen, född 23 oktober 1899 i Tveit i nuvarande Kristiansands kommun, Norge, död 17 oktober 1973 i Mount Kisco, delstaten New York, USA, var en norsk-amerikansk flygare, polarforskare och militär. 

## Ungdom
Balchen sökte sig till flygfältet i Kjeller 1914 för att lära sig flyga. År 1918 deltog han med det antagna namnet "Karl Nilson" på den vita sidan i finska inbördeskriget. Han deltog i de hårda striderna vid Tammerfors och Sordavala och har beskrivit blodig närkamp i sina memoarer. Efter kriget sökte han sig till den norska marinens flygväsende i Horten, där han avlade militärt flygcertifikat 1921. 

## Polarflygare

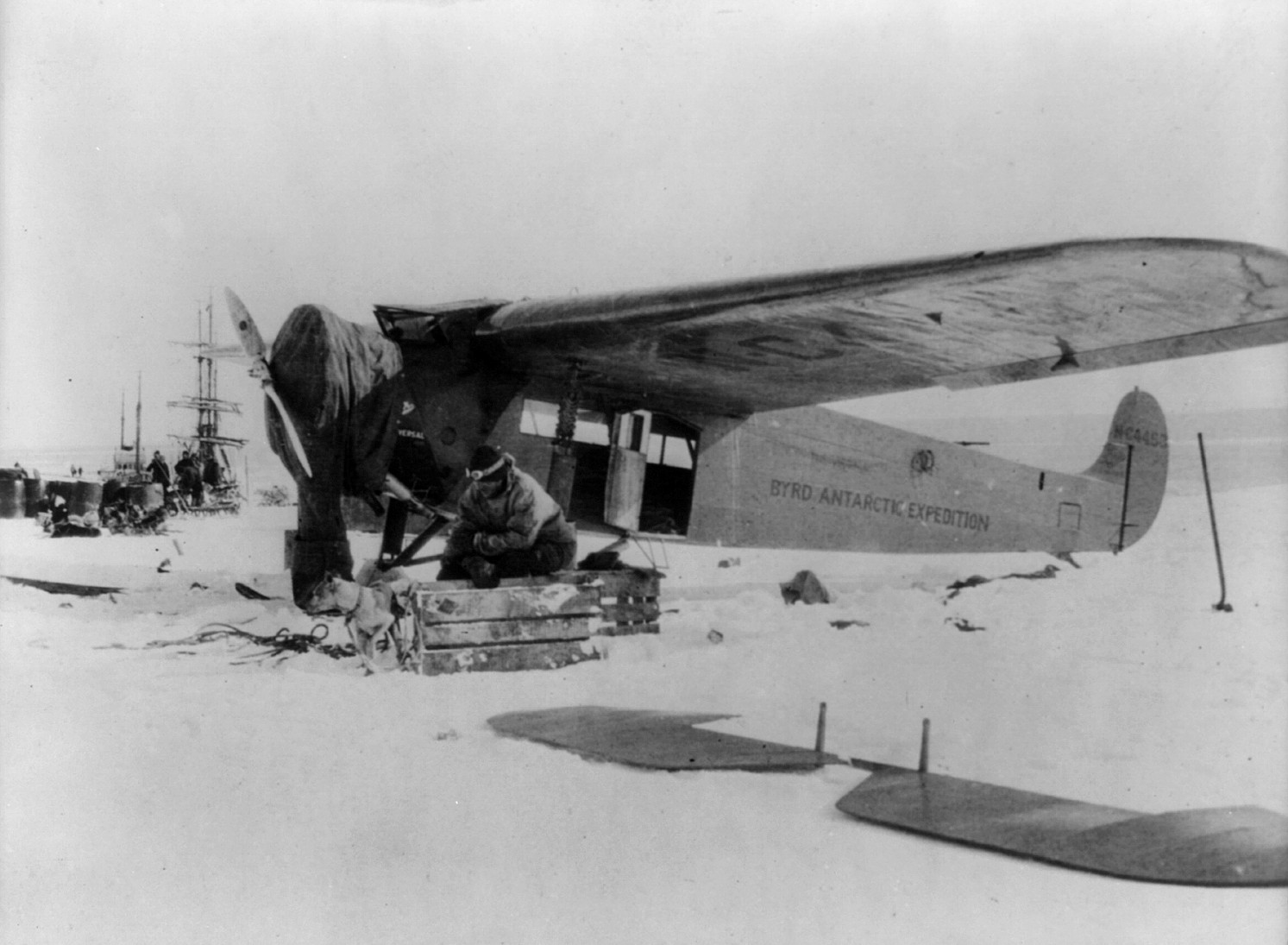
Bernt Balchen framför sin Fokker under sydpolseхpeditionen 1929.

Balchen deltog som flygare i Roald Amundsens och Lincoln Ellsworths räddningsaktion till Spetsbergen 1925. Han ansökte om permission från flygväsendet 1926 för att vara reservflygare och stödtrupp då Roald Amundsen skulle korsa Nordpolen med luftskeppet Norge. På Svalbard träffade han Richard E. Byrd som Balchen hjälpte med att reparera sitt flygplan. Som tack för hjälpen tillfrågades Balchen om han ville följa med Byrd till USA och samarbeta med honom vid uppvisningar och expeditioner. Eftersom Charles Lindbergh redan korsat Atlanten, letade Byrd efter något annat rekord som kunde slås. Balchen och Byrd bestämde sig för att genomföra den första postflygningen över Atlanten, vilket skedde 1927 med Byrd som passagerare. Under 1928 flög Balchen till Grennly Island vid Belle Isle-sundet i St. Lawrence-bukten norr om Newfoundland för att hämta Hermann Köhl och hans besättning på det tyska flygplanet Bremen som landat på isen till en sjö. 28 och 29 november 1928 var han pilot på flygplanet som förde Richard E. Byrd till Sydpolen, detta var första gången någon flög över Sydpolen.

## Andra världskriget
Bernt Balchen var i Helsingfors då Sovjetunionen startade Vinterkriget mot Finland den 30 november 1939. Han bidrog till att USA beslöt sälja Finland moderna jaktplan mitt under konflikten. Senare under andra världskriget deltog han först som ferryflygare (överföring av nybyggda flygplan) mellan USA och Storbritannien åt Royal Air Force. Han var även ansvarig för utbildningen av norska frivilliga piloter vid Little Norway, utanför Toronto.

## Amerikanska flygvapnet
Senare som överste i det amerikanska flygvapnet byggde Balchen upp en flygrutt med en flygstation och flygsäkerhetsorganisation på Thule Air Base på Grönland. Från 1944 byggde han upp en flygtransportstyrka med ombyggda B-24 Liberators, Operation Sonnie, som flög mellan RAF Leuchars i Skottland till Bromma flygplats i Stockholm, dels för hemtagning av internerade amerikanska flygare i Sverige dels för övrig kurirtrafik. Kort därefter påbörjade han en Carpetbaggeroperation, d.v.s. transporter av militär utrustning, med bestyckade B-24, också denna operation bedriven från Leuchars, för den amerikanska hemliga militära underrättelseorganisationen OSS, med tonvikten lagd på operationer över Norge och Danmark.

## Operation Where and When
Vintern 1944-1945 påbörjade Balchen tillsammans med norsk militär Operation Where and When, av svenskarna benämnd Operation Balchen, med tio Douglas C-47 Skytrain med Flygbaskåren F 21 på Kallax som bas, med syfte att föra in norska infanterisoldater och deras utrustning till det av Röda armén befriade Kirkenes och övriga Finnmark. Därvid hjälpte hans goda förbindelser med Finland när överflygningarna organiserades. Man flög också in materiel, bland annat vinterutrustning för krigföring i arktiskt klimat, ammunition och vapen avsedda att användas om tyskarna inte skulle ge upp kampen i Festung Norwegen, efter stridernas avslutning på den europeiska kontinenten.

## Efter kriget
Efter kriget blev Balchen direktör för Det Norske Luftfartselskap, som senare kom att ingå som den norska delen av SAS. Han återinträdde i aktiv tjänst i USAF 1948, där han blev chef för 10th Rescue Squadron i Alaska och rådgivare åt det amerikanska flygvapnet i arktiska frågor. Medan han var chef för 10th Rescue Squadron flög han en C-54 från Fairbanks via Nordpolen till Thule Air Base på Grönland. Han blev därmed den förste som flugit över både Nord- och Sydpolen.